# Plavý bretaňský honič
Plavý bretaňský honič (francouzsky: Griffon fauve de Bretagne, anglicky: Fawn Brittany Griffon) je francouzské psí plemeno.

## Historie
Plavý bretaňský honič je jeden z nejstarších francouzských honičů . První zmínkou o těchto psech jsou spisy La Chasse Royale z roku 1570, ve kterých se král Karel IX zmiňuje o vysokých, hrubosrstých psech pšeničné barvy, lovící vlky a zvířata, jež jsou větší, než oni sami . Pravděpodobně se jedná o plavého bretaňského honiče. K lovu vlků se toto plemeno chovalo až do 19. století, v této době ale téměř vymřelo, jelikož vlci ve Francii vymřeli . Při obnovení plemeno bylo kříženo s malým vendeéským hrubosrstým honičem . V roce 1949 chovatel Marcel Pambrun založil první klub plemene, nesoucí název "Klub plavého bretaňského honiče" .
Oficiální zkratka používaná v Česku je PBH, zde se ale toto plemeno ještě nenachází. Mimo Francii je k vidění jen vzácně.

## Charakteristika

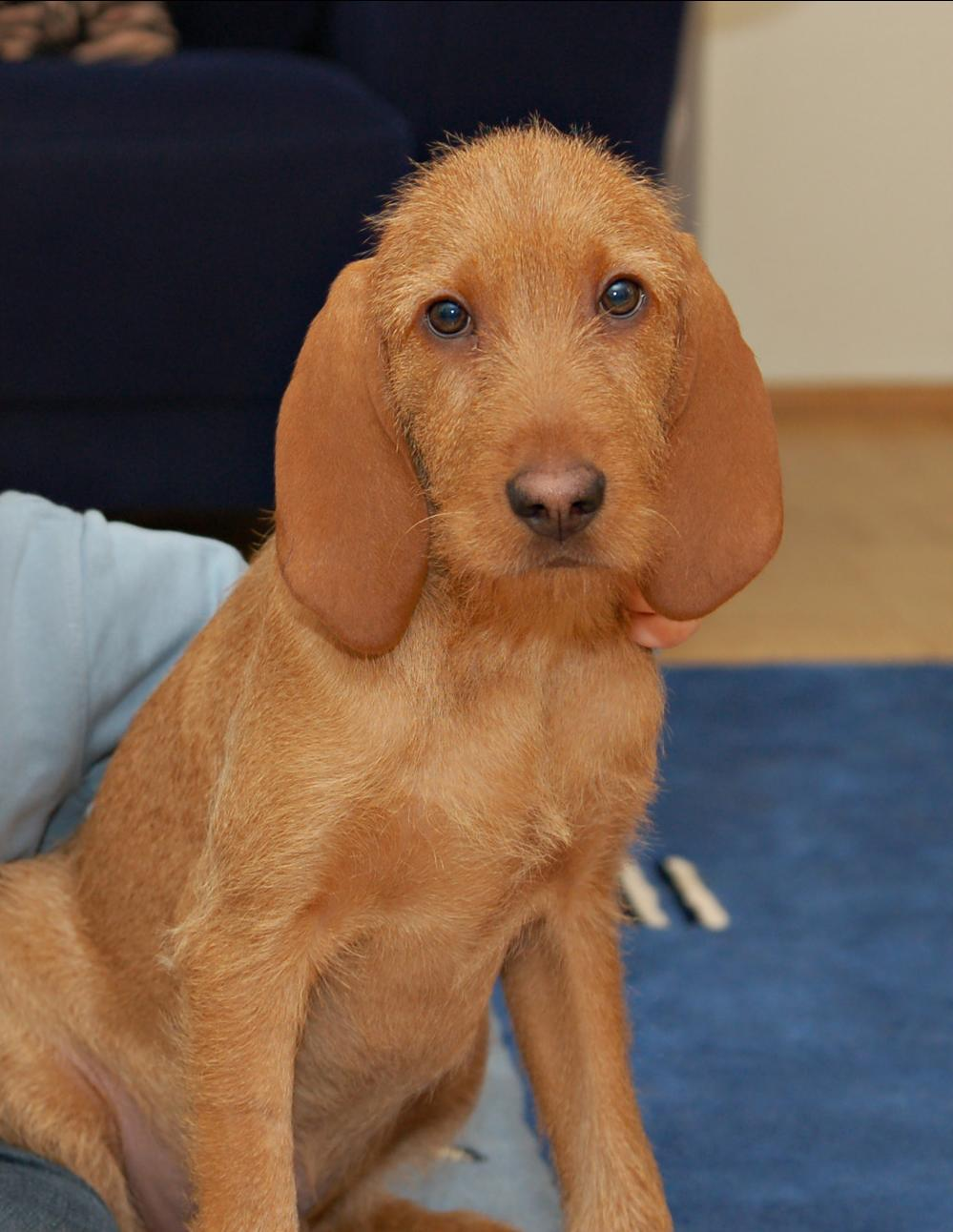
Štěně PBH

### Vzhled
Toto psí plemeno je dobře osvalené s lehkou stavbou těla. Hodí se pro práci i v těžko přístupném terénu. Srst pokrývá celé tělo a je tvrdá, suchá a krátká. Vous na obličeji nesmí být výrazný.
Hlava je dlouhá, vyvážená s harmonickými tvary. Stop nevýrazný. Nosní houba je černá, nozdry dobře otevřené. Zuby musí mít perfektní nůžkovitý skus. Oči tmavě hnědé, kulaté. Spojivky nejsou vidět. Uši jsou zavěšené v linii očí, splývají podél hlavy a srst na nich je jemnější, než na zbytku těla. Krk krátký, dobře osvalený. Hřbet je krátký a široký, směrem od hrudníku se zužuje. Ocas je středně dlouhý, nesený srpovitě. Srst na něm nevytváří volánky. Směrem ke špičce se ocas zužuje.

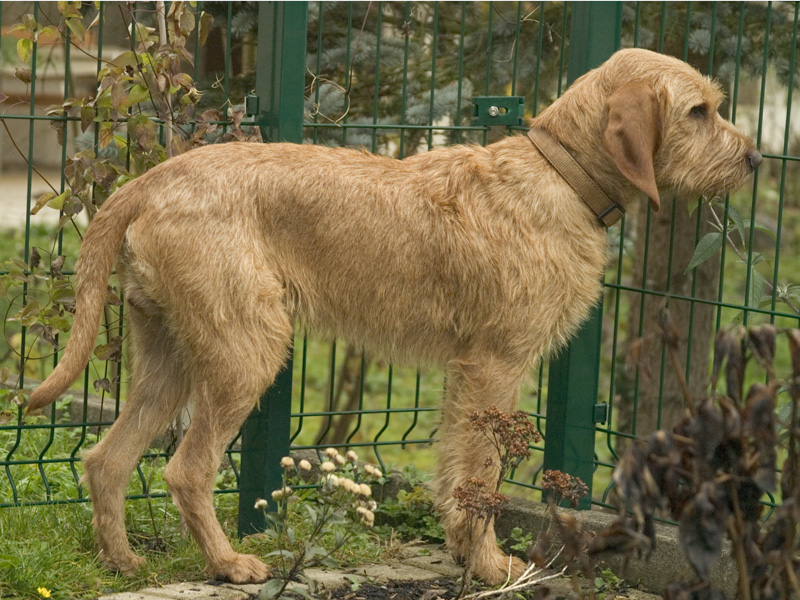

### Povaha
Plavý bretaňský honič je aktivní, veselý a inteligentní pes. Má vyvinuté lovecké pudy a je vášnivým lovcem. Hodí se pro lov i do těžko přístupného terénu, na což má ideální tělesnou konstrukci. Není příliš dominantní ani tvrdohlavý. Umí pracovat samostatně a celkově je vyrovnaný a klidný. Mají vrozenou schopnost držet se ve smečce . Dobře vychází s dětmi i s jinými psy a je vhodné chovat je ve větší smečce psů. S ostatními zvířaty nevychází dobře, většinou mají sklony je pronásledovat a dávit. Je to dobrý hlídač a brání svoji rodinu i majetek. K cizím lidem se chová odměřeně, ale ne agresivně.